# الخلاص
ال خلاص یک منطقهٔ مسکونی در عربستان سعودی است که در استان مکه واقع شده‌است.